# Asticta perstrigata
Asticta perstrigata är en fjärilsart som beskrevs av Hans Rebel 1911. Asticta perstrigata ingår i släktet Asticta och familjen nattflyn. Inga underarter finns listade i Catalogue of Life.